# Giovanni Battista Bianchi (Mediziner)
Giovanni Battista Bianchi (* 12. Dezember 1681 in Turin; † 20. Januar 1761 ebenda, nach anderen Quellen in Bologna) war ein italienischer Anatom.

## Leben und Werk
Giovanni Battista Bianchi stammte aus einer Mailänder Adelsfamilie. Er wurde von seinem Onkel mütterlicherseits F. Peghino erzogen und gebildet. Er absolvierte bereits mit 17 Jahren ein Medizinstudium bei berühmten Lehrern wie Torriglia, Migliore, Torrino an der Universität Turin. Ihm wurden sehr früh verantwortungsvolle Aufgaben in Krankenhäusern seiner Heimatstadt übertragen.
Er interessierte sich für Pharmakologie, Zoologie, Philosophie und Lyrik. Aufgrund einer starken Neigung zur Medizin beschäftigte er sich hauptsächlich mit der Anatomie. Viktor Amadeus II. ließ für Bianchi ein anatomisches Schauhaus errichten. 1718 wurde er zum außerordentlichen Professor der medizinischen Einrichtungen, 1719 zum Honorarprofessor am Lehrstuhl für theoretische Medizin und 1721 zum ordentlichen Professor am Lehrstuhl für Anatomie der Universität Turin ernannt.
Bianchi forschte im Wesentlichen zu anatomischen Themen. Die Anatomie veränderte sich damals von ihrer morphologischen Selbstbezogenheit zu einer auf die Klinik bezogenen Wissenschaft hin. In diesem neuen Forschungskontext fehlte es nicht an Kontroversen, an denen auch Bianchi beteiligt war. Seine Historia hepatica wurde heftig von Giovanni Battista Morgagni und Albrecht von Haller kritisiert. G. Tacconi betrachtete Teile des Werkes als Plagiat seiner Forschungsveröffentlichungen.
Bianchi war Mitglied des Ärztekollegiums der Grafen von Mailand und wurde am 9. August 1714 mit dem akademischen Beinamen Albutius als Mitglied (Matrikel-Nr. 309) in die Kaiserlich Leopoldinisch-Carolinische Akademie der Naturforscher aufgenommen. Seit 1749 war er korrespondierendes Mitglied der Académie des sciences.